# Lawn Dogs
Lawn Dogs (bra: Inocência Rebelde) é um filme britano-estadunidense de 1997, do gênero drama, realizado por John Duigan.

## Sinopse
Jovem solitário de subúrbio vive isolado por causa de sua condição social, até que uma menina de 10 anos tenta se aproximar.